# مروارید (سرده)
مروارید (نام علمی: Symphoricarpos) نام یک سرده از تیره آقطیان است.

## نگارخانه

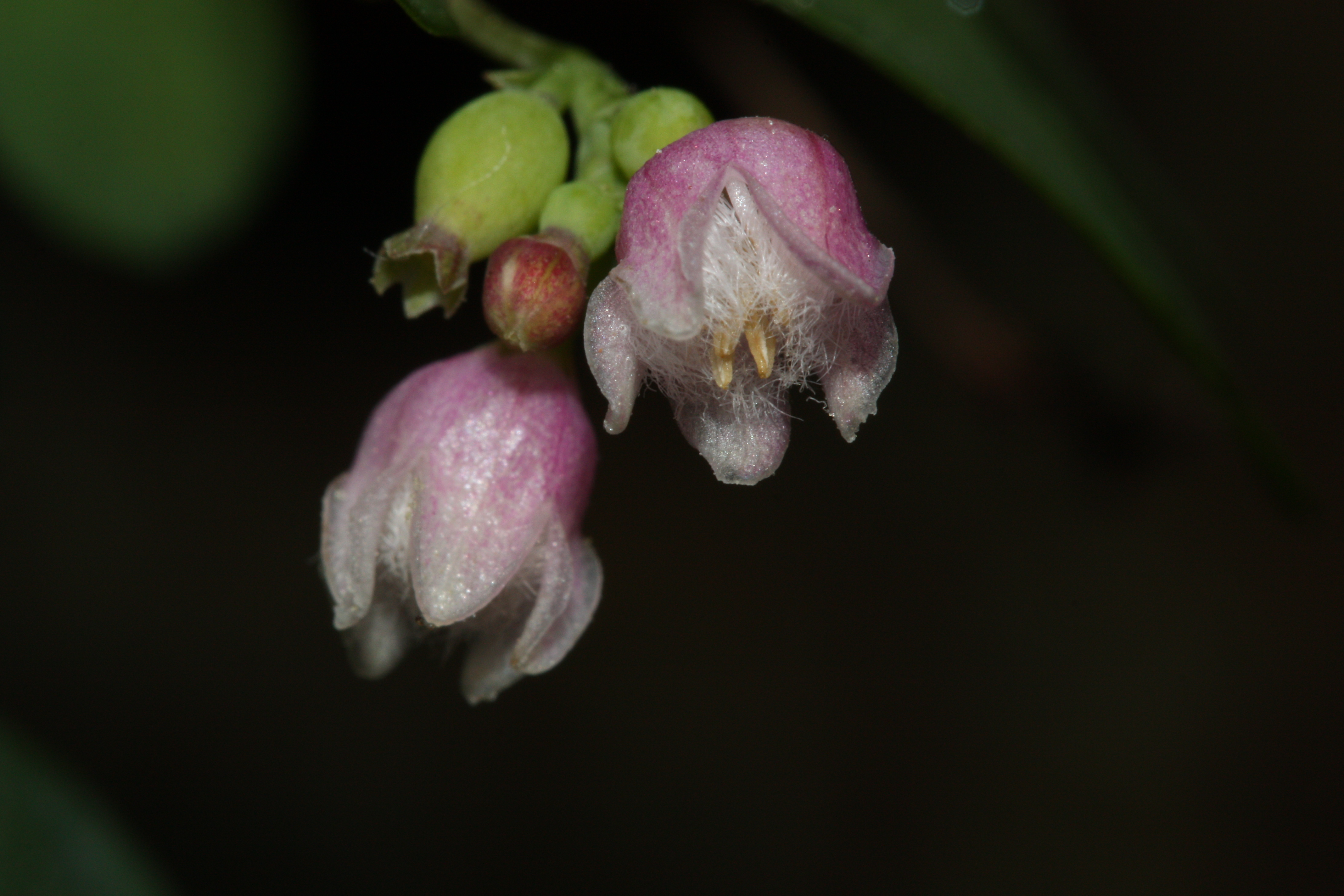
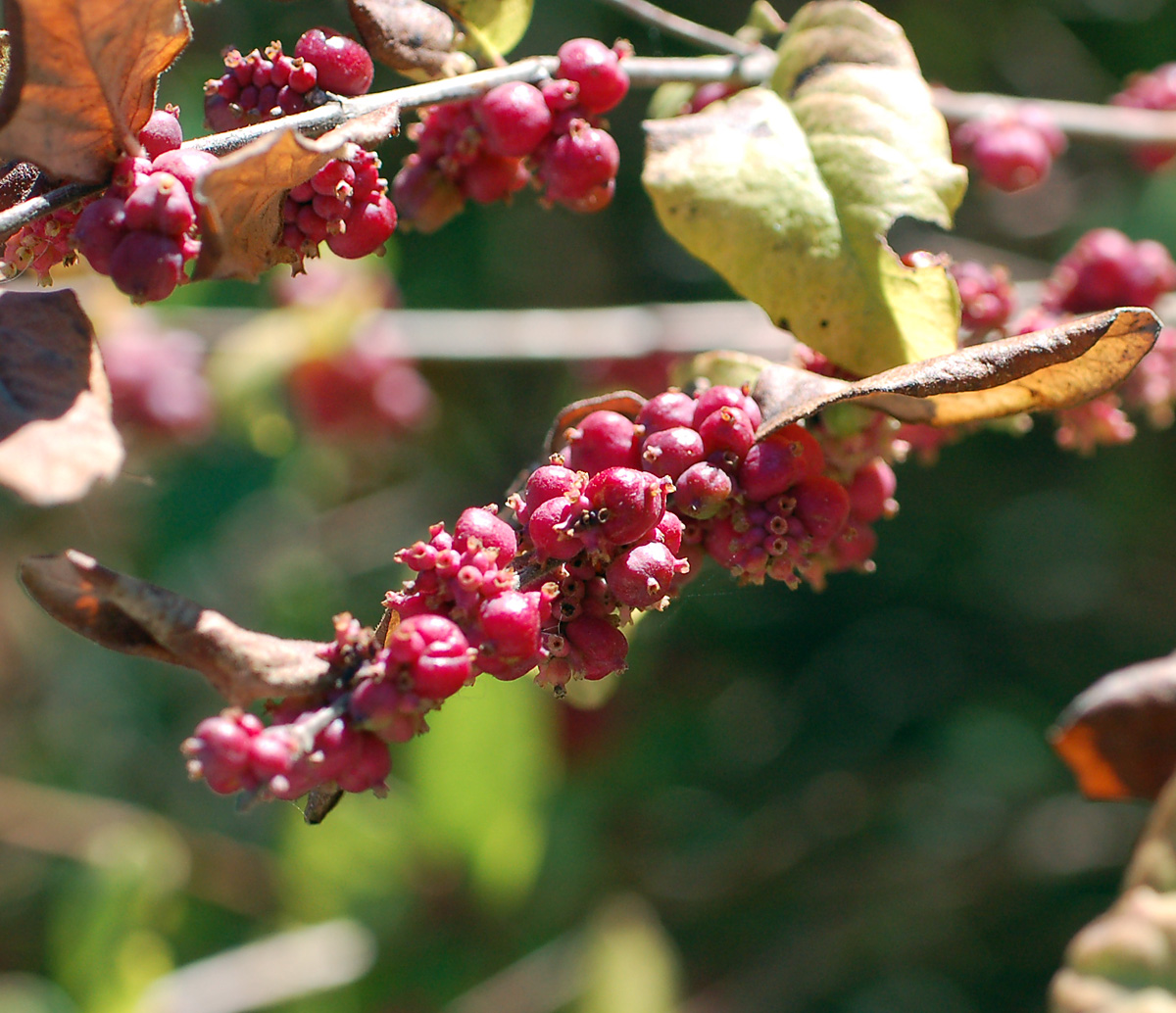
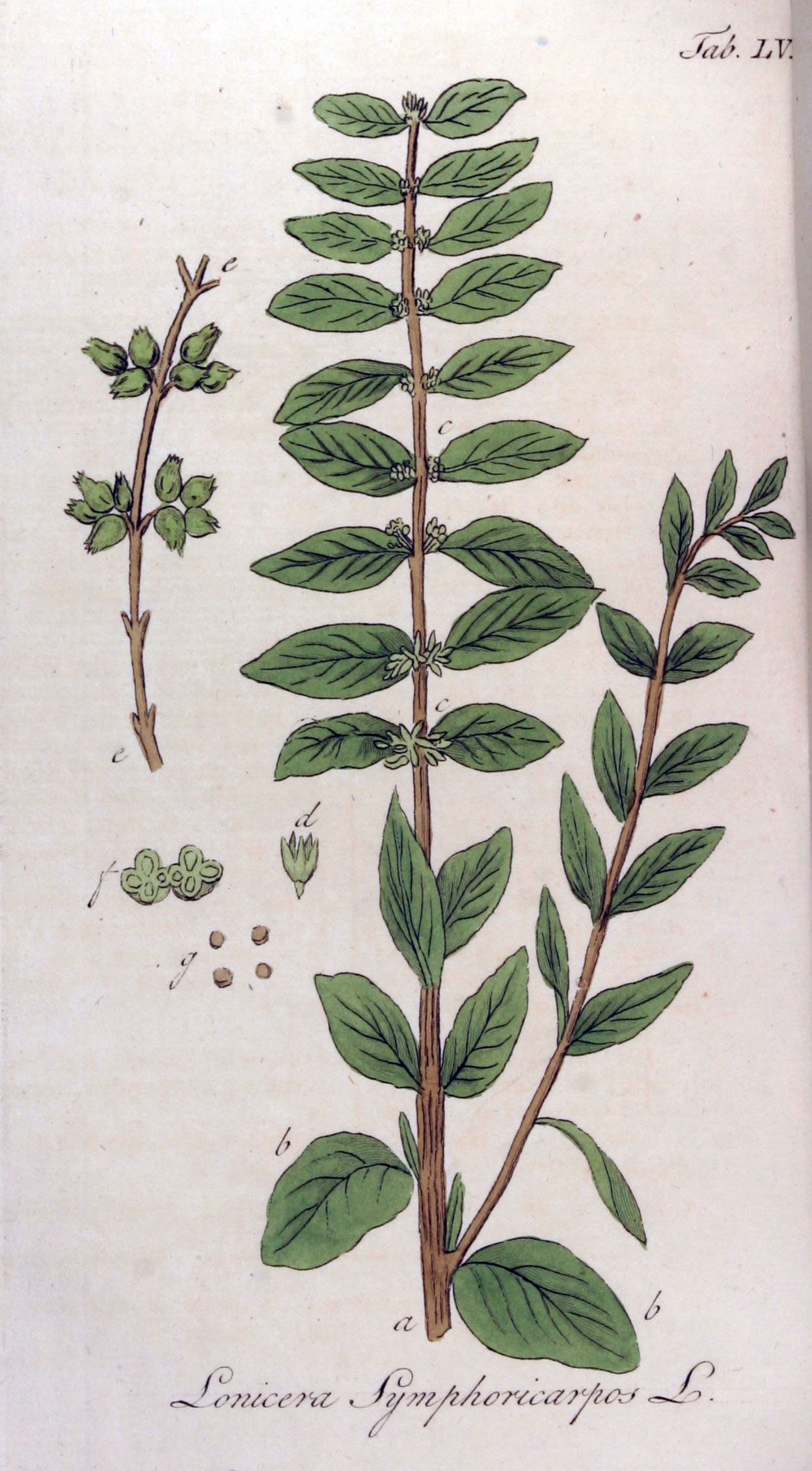
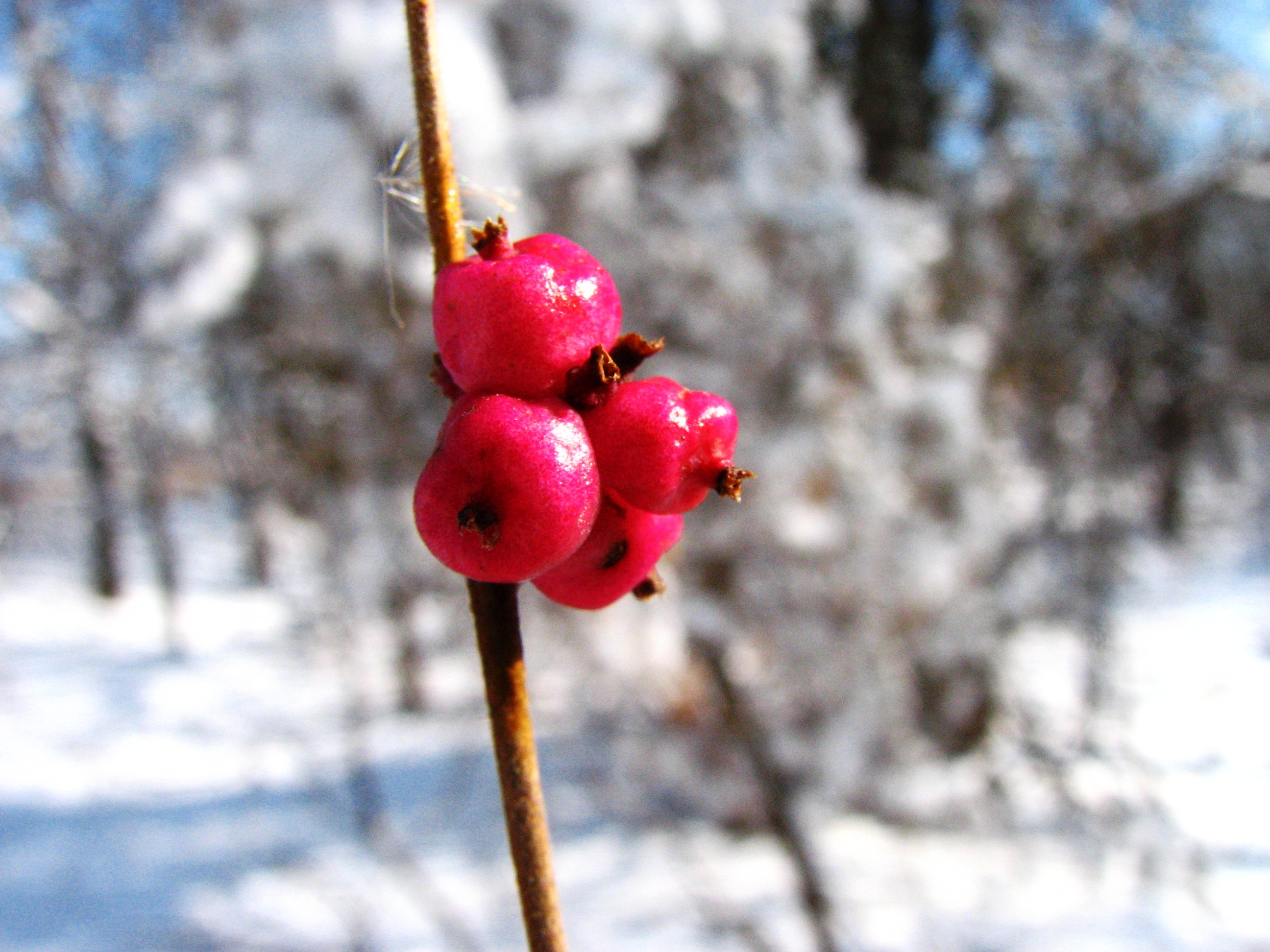
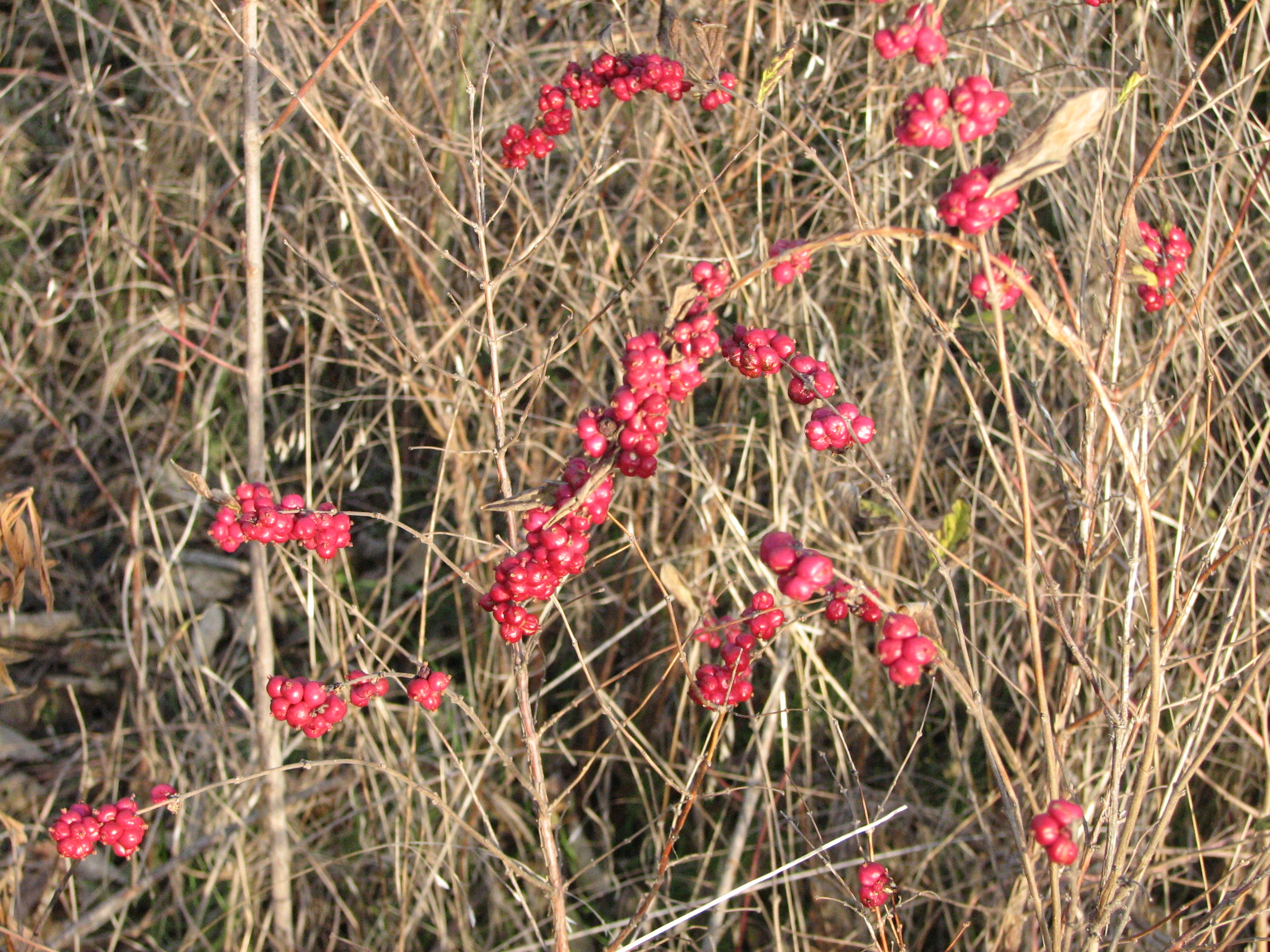

### اشنایی
سرده، که به طور معمول با نام‌های توت برفی، توت مومی، یا توت شبح شناخته می‌شود، یک جنس کوچک متشکل از حدود 15 گونه درختچه‌های خزان‌پذیر در خانواده شاه‌پسند، کاپریفولیاسه است. به استثنای توت مرجانی چینی، S. sinensis، که بومی غرب چین است، تمامی گونه‌ها بومی آمریکای شمالی و مرکزی هستند. نام این جنس از کلمات یونانی باستان συμφορεῖν (sumphoreîn)، به معنای "با هم بردن"، و καρπός (karpós)، به معنای "میوه" گرفته شده است. این نام به خوشه‌های فشرده توت‌هایی که این گونه‌ها تولید می‌کنند اشاره دارد.
ترجمه فارسی:
سرده گیاهی مقاوم است که قادر به تحمل شرایط متنوعی می‌باشد. گیاهان سرده اغلب در جنگل‌ها، مناطق باز خشک یا مرطوب، دامنه‌های صخره‌ای یا نزدیک رودخانه‌ها و جویبارها یافت می‌شوند.این گیاهان می‌توانند در انواع مختلفی از خاک‌ها مانند خاک شنی سبک، خاک لومی متوسط و خاک رسی سنگین‌تر رشد کنند.گیاهان توت برفی همچنین قادر به رشد در طیف گسترده‌ای از pH اسیدی و بازی و شرایط نور خورشید هستند.